# Александру-чел-Бун (Ясси)
Александру-чел-Бун (рум. Alexandru cel Bun) — село у повіті Ясси в Румунії. Входить до складу комуни Вледень.
Село розташоване на відстані 348 км на північ від Бухареста, 40 км на північний захід від Ясс.

## Населення
За даними перепису населення 2002 року у селі проживали 570 осіб, усі — румуни. Усі жителі села рідною мовою назвали румунську.